# Le più belle canzoni di Pierangelo Bertoli
Le più belle canzoni di Pierangelo Bertoli è un album raccolta di Pierangelo Bertoli, pubblicato nel 2006.

## Tracce
1. Eppure soffia - 2:50
2. A muso duro - 4:43
3. Per dirti t'amo - 3:05
4. Il centro del fiume - 4:30
5. Alete e al ragasol - 2:40
6. Certi momenti - 4:42
7. Cent'anni di meno - 3:51
8. Leggenda antica - 3:58
9. Voglia di libertà - 3:44
10. Sogni di rock'n'roll - 4:35
11. Chi sa perché - 4:23
12. Pescatore (con Fiorella Mannoia) - 4:09